# Zbór Kościoła Zielonoświątkowego „Skała” w Lublińcu
Zbór Kościoła Zielonoświątkowego „Skała” w Lublińcu – zbór Kościoła Zielonoświątkowego w RP znajdujący się w Lublińcu.
Pastorem Zboru jest Piotr Skoczylas.